# 押韻構成
押韻構成（おういんこうせい、または押韻配列、押韻スキーム、英語：rhyme scheme, ライムスキーム）は、詩または歌で、行の押韻のパターンのこと。押韻は行の最後の部分にされるので、end rhymes（脚韻、終末韻）のパターン、つまり、脚韻構成（または脚韻配列、脚韻パターン）と言うこともできる。
押韻構成は通常、{\displaystyle \mathrm {ABC} }などの文字を使って、各行にどんな押韻がされているかを表す。例えば、「{\displaystyle \mathrm {ABAB} }」は4行からなるスタンザ（詩節、連、節）で、第1行と第3行に「{\displaystyle \mathrm {A} }」、第2行と第4行に「{\displaystyle \mathrm {B} }」の押韻がされていることを示している。例として、ロバート・ヘリック（en:Robert Herrick (poet)）の詩『To Anthea, Who May Command Him Any Thing』を挙げる。（太字は押韻されている語）
Bid me to weep, and I will weep, - {\displaystyle \mathrm {A} }
While I have eyes to see; - {\displaystyle \mathrm {B} }
And having none, and yet I will keep - {\displaystyle \mathrm {A} }
A heart to weep for thee. - {\displaystyle \mathrm {B} }
押韻構成は、読み手に特別な効果を起こさせるための独自の関連と響きを持った多くの形式がある。単独のスタンザに適用される押韻構成と、詩全体を通してそのパターンを続ける押韻構成との間には、基本的な違いがある。
複雑なパターンで厳密な言葉を繰り返すことを求められるセスティーナ（六行六連詩）のように、複雑に絡む形式もある。英語では、高度な反復的押韻構成は珍しい。例えば、英語はイタリア語より多くの母音の響きを持っていて、それは、イタリア語より英語の方がパターンに制限があることを意味している。つまり、決められたスキームにぴったり合う語が少なくなるのである。たとえば、ダンテ・アリギエーリが『神曲』で使ったテルツァ・リーマ（三韻句法）は「{\displaystyle \mathrm {aba\,\,bcb\,\,cdc\,\,ded\cdots } }」という押韻構成で、これを英語でやることはきわめて難しい。

## 押韻構成の種類

### Chant royal
王侯用詩形。「{\displaystyle \mathrm {ababccddedE} }」が5スタンザ続いて、その後に「{\displaystyle \mathrm {ddedE} }」か「{\displaystyle \mathrm {ccddedE} }」が続く。大文字はまったく同じ語の繰り返しである。

### Cinquain
五行連（句）。英語詩（English quintain）では「{\displaystyle \mathrm {ABABB} }」だが、Sicilian quintain、Quintellaでは異なる。

### Clerihew
クレリヒュー、人物四行詩、風刺四行詩。「{\displaystyle \mathrm {AABB} }」。

### Couplet
二行連(句）、対句、カプレット、カプリット、クプレ。「{\displaystyle \mathrm {AA} }」だが、通常、「{\displaystyle \mathrm {AABBCCDD\cdots } }」として現れる。

### Enclosed rhyme
enclosing rhymeとも言う。「{\displaystyle \mathrm {abba} }」。詳細とサンプルはen:Enclosed rhymeを参照。

### Limerick
リメリックまたはリマリック、リムリック、滑稽五行詩、五行戯詩。「{\displaystyle \mathrm {aabba} }」。

### Monorhyme
「{\displaystyle \mathrm {AAAAA} }」。各行が同一の押韻で、ラテン語詩、アラビア語詩で一般的。詳細はen: Monorhymeを参照。

### Ottava rima
オッターヴァ・リーマ、八行詩体。「{\displaystyle \mathrm {ABABABCC} }」。

### Rhyme royal
帝王韻律、帝王韻（詩）、ライム・ロイヤル。「{\displaystyle \mathrm {ababbcc} }」。

### Rondelet
「{\displaystyle \mathrm {AbAabbA} }」。詳細とサンプルはen:Rondeletを参照。

### Rubaiyat
ルバーイイ、ルバイヤート風四行連句。「{\displaystyle \mathrm {abba} }」。詳細はen:Ruba'iを参照。

### Scottish Stanza
バーンズ連（Burns stanza）とも呼ばれる。「{\displaystyle \mathrm {AAABAB} }」。ロバート・バーンズが『To a Mouse』（en:To a Mouse）などで使った。

### ソネット
- Petrarchan sonnet（ペトラルカ風ソネット） - 「{\displaystyle \mathrm {abba\,\,abba\,\,cdc\,\,ece} }」または「{\displaystyle \mathrm {abba\,\,abba\,\,cdc\,\,cdc} }」。
- Shakespearean sonnet（シェイクスピア風ソネット、シェークスピア風十四行詩） - 「{\displaystyle \mathrm {abab\,\,cdcd\,\,efef\,\,gg} }」。
- Simple 4-line - 「{\displaystyle \mathrm {abcb} }」。詳細とサンプルはen:Simple 4-lineを参照。
- Spenserian sonnet（スペンサー風ソネット） - 「{\displaystyle \mathrm {abab\,\,bcbc\,\,cdcd\,\,ee} }」。
- Onegin stanza（オネーギン・スタンザ、オネーギン連） - 「{\displaystyle \mathrm {aBaBccDDeFFeGG} }」。小文字は女性韻、大文字は男性韻。iambic tetrameter（弱強四歩格）で書かれる。

### Spenserian stanza
スペンサー詩体、スペンサー連。「{\displaystyle \mathrm {ababbcbcc} }」。

### Tanaga
伝統的なタガログ語のTanagaは「{\displaystyle \mathrm {aaaa} }」。詳細とサンプルはen:Tanagaを参照。

### Terza rima
テルツァ・リーマ、三韻句法。「{\displaystyle \mathrm {aba\,\,bcb\,\,cdc\cdots } }」と続き、最後は「{\displaystyle \mathrm {yzy\,\,z} }」か「{\displaystyle \mathrm {yzy\,\,zz} }」で終わる。

### Triplet
Tercetとも。三行連（句）、トリプレット、テルツェット、テルチェット。「{\displaystyle \mathrm {aaa} }」。二行連句のように繰り返すことが多い。

### Villanelle
ヴィラネル。「{\displaystyle \mathrm {A_{1}bA_{2}\,\,abA_{1}\,\,abA_{2}\,\,abA_{1}\,\,abA_{2}\,\,abA_{1}A_{2}} }」。{\displaystyle \mathrm {A_{1}} }と{\displaystyle \mathrm {A_{2}} }はそれぞれ同じ語を繰り返し、aと同じ押韻。

### Sestina
セスティーナ、六行六連詩。「{\displaystyle \mathrm {abcdef\,\,faebdc\,\,cfdabe\,\,ecbfad\,\,deacfb\,\,bdfeca} }」。続く７つめのスタンザは三行連句である。